# Muzică dance electronică
Muzica dance electronică, cunoscută și sub acronimul de EDM (din engleză electronic dance music), reprezintă o gamă diversă de genuri de muzică electronică percursivă, realizată în mare parte pentru cluburile de noapte, concerte și festivaluri.